# Neptosternus nigeriensis
Neptosternus nigeriensis är en skalbaggsart som beskrevs av Omer-cooper 1970. Neptosternus nigeriensis ingår i släktet Neptosternus och familjen dykare. Inga underarter finns listade i Catalogue of Life.